# Квол
Квол або сумчаста куниця (Dasyurus) — рід хижих сумчастих ссавців з родини кволові, або хижі сумчасті (Dasyuridae).

## Етимологія
Слово "dasyurus" утворене грецькими словами "dasys" — "волохатий" і "oura" — "хвіст". Слово "квол", (англ. quoll) походить з мови Ґууґу Їмісір (англ. Guugu Yimithirr), мови одного з корінних австралійських народів теперішнього далекого північного Квінсленду.

## Морфологія
Морфометрія. Dasyurus albopunctatus і Dasyurus hallucatus, два найменші види, мають довжину голови й тіла: 240—350 мм, довжину хвоста: 210—310 мм, Dasyurus spartacus має довжину голови й тіла: 305—380 мм, довжину хвоста: 240—285 мм, Dasyurus viverrinus має довжину голови й тіла: 350—450 мм, довжину хвоста: 210—300 мм, Dasyurus geoffroii має довжину голови й тіла: 290—650 мм, довжину хвоста: 270—350 мм і Dasyurus maculatus, найбільший вид, має довжину голови й тіла: 400—760 мм, довжину хвоста: 350—560 мм, вага D. viverrinus для самців: 850—1550 грамів, для самиць: 600—1030 грамів, вага D. maculatus близько 2—3 кг.
Опис. Верхні частини тіла частіше сіруваті, чи від оливково-коричневого до темно-рудо-коричневого. Тільки в D. maculatus плями зазвичай добре проявляються на хвості. У D. geoffroii лице блідіше й сіріше ніж верхні частини тіла, плями поширюються на голову, а дистальна половина хвоста чорна. У D. hallucatus і D. albopunctatus кінчик і внутрішня вентральна частини хвоста темно-коричневі чи чорні. У D. spartacus колір тіла від насичено бронзового до рудувато-коричневого з малими білими плямами, а хвіст чорний, без плям. У всіх видів нижні частини тіла блідіші ніж спина, зазвичай жовтуваті чи білі. Хутро зазвичай коротке, будучи м'яким і товстим у D. geoffroii та D. viverrinus і грубим з малим підшерстям у D. hallucatus та D. albopunctatus.

D. viverrinus відрізняється від інших видів відсутністю першого пальця на задніх лапах. Подушечки на підошвах гранульовані у D. viverrinus та D. geoffroii й смугасті в інших видів.

## Середовище проживання, поведінка
D. maculatus живе у густих вологих лісах, D. viverrinus у сухіших лісах і відкритих місцевостях, D. geoffroii в саванах, D. hallucatus в рідколіссях та гористих місцевостях, D. spartacus в низинних саванах. Верхня межа проживання 3500 м над рівнем моря для D. albopunctatus у Новій Гвінеї. Усі види нічні, але деяких трапляється побачити вдень. Усі види наземні, хоча вправно вилазять на перешкоди. Вдень знаходять прихисток в нагромадженнях каменів, порожнинах дерев, D. hallucatus навіть використовує будівлі, D. geoffroii риє нори до 1 метру під землею. Раціон менших видів містить велику частку комах, тоді як D. maculatus може вполювати таку велику жертву як валабі (Thylogale).

## Систематика
Рід включає 6 сучасних видів, поширених в Австралії та на островах Тасманія і Нова Гвінея:
- Квол новогвінейський (Dasyurus albopunctatus)
- Квол Жоффруа (Dasyurus geoffroii)
- Квол карликовий (Dasyurus hallucatus)
- Квол тигровий (Dasyurus maculatus)
- Квол бронзовий (Dasyurus spartacus)
- Квол крапчастий (Dasyurus viverrinus)